# 백련부인
백련부인(白蓮夫人)은 한국에서 제작된 심우섭 감독의 1959년 영화이다. 이민자 등이 주연으로 출연하였고 김인주 등이 제작에 참여하였다.

## 출연

### 주연
- 이민자
- 이민
- 김동원

## 제작진
- 조명: 방영원
- 녹음: 이경순
- 미술: 임명선